# Markarfljót
Markarfljót es un río situado en el sur de Islandia.
Nace en el Macizo Rauðafossafjöll, al este del Hekla. Fluye a través de estrechos desfiladeros en la región montañosa entre Tindfjallajökull y Torfajökull hasta que llega a la llanura de Sandurebene, al sur, cerca de la Þórsmörk.
Se trata de un flujo de colectivos, las aguas de este río se originan principalmente de los glaciares Mýrdalsjökull y Eyjafjallajökull. El río es bastante caudaloso en su parte alta. Antiguamente discurría al este de Eyjafjallajökull, aunque actualmente corre en dirección oeste y desemboca en el Þverá. El río es conocido por sus gargantas Markarfljótsgljúfur y también porque atraviesa la región Þórsmörk, un hermoso valle idóneo para practicar el senderismo, incluyendo el famoso sendero de Laugavegur. El río Kross es su principal afluente.
Tiene una longitud de 100 km.
- Datos: Q554146
- Multimedia: Markarfljót / Q554146